# Țărviște, Kiustendil
Țărviște (în bulgară Цървище) este un sat în comuna Kocerinovo, regiunea Kiustendil,  Bulgaria. 

## Demografie
Componența etnică a satului Țărviște
     Bulgari (100%)
     Nicio identificare (0%)
     Altele (0%)
La recensământul din 2011, populația satului Țărviște era de 64 locuitori. Din punct de vedere etnic, toți locuitorii erau bulgari.